# Hardware
Hardware eller computerhardware er den typiske fællesbetegnelse for fysiske enheder, som kan kategoriseres under informationsteknologi. Det kan være et tastatur, en skærm, et grafikkort eller lignende.
Hardware og software er gensidigt afhængige.
| Hardware | Spire Denne artikel om computere og anden hardware er en spire som bør udbygges. Du er velkommen til at hjælpe Wikipedia ved at udvide den. |